# إجناثيو ديل بايي
إجناثيو ديل بايي (بالإسبانية: Ignacio del Valle)‏ كاتب وصحفي إسباني وُلد في أوبييدو بمنطقة أستورياس في إسبانيا عام 1971.
قام بنشر العديد من الأعمال الروائية، وصلت لتسع روايات حتى عام 2016 ومجموعة قصصية واحدة تحمل اسم ماشيًا على الماء عام 2013. وتحمل رواياته التسع العناوين التالية: الأيام دون الأمس عام 2016، شموس سوداء في العام ذاته، البحث عن وجهي عام 2012، شياطين برلين عام 2009، والتي تُعد بمثابة تتمة لرواية زمن الأباطرة الغرباء عام 2006، والتي تمت معالجتها سينمائيًا عام 2012 باسم صمت في الثلج وكانت من إخراج خيراردو إيريرو ومن بطولة خوان دييجو بوتو وكارميلو جوميث.
جصل ديل بايي على الكثير من الجوائز مثل بوينس آيرس للرواية السوداء وبيولاتا نيجرا بمهرجان تولوز وجائزة النقد. وقد تُرجمت أعماله للعديد من اللغات. ويكتب بشكل دائم في عمود الرأي في صحيفة الكوميرثيو دي خيخون ويتعاون مع قسم المسافر بجريدة الباييس والعديد من وسائل الإعلام. ويعطي الكثير من المحاضرات والورش حول العالم.
وفي الفترة ما بين أعوام 2012 و2015، شغل منصب نائب مدير والمنسق عن قارة أوروبا لمؤسسة ماري أوسترالي الثقافية في بنما.

## أعماله

### الروائية
- من أين تأتي الأمواج 1999، دار نشر أجواكلارا، حيث حصلت على جائزة سالبادور جارثيا أجيلار.[10]
- احتضان الملاكم 2001، دار نشر كرك، حيث حصلت على جائزة أستورياس.[11]
- فن قتل التنين 2003، دار نشر ألجايدا، حيث حصلت على جائزة فيليبي تريجو.[12][13]
- كيف أن الحب لم يغير العالم 2005، دار نشر إسباسا كالبي.[14]
- زمن الأباطرة الغرباء 2006 من دار نشر ألفراجوارا، حيث حصلت على جوائز بيركس بيولاتا نيجرا من مهرجان تولوز عام 2011 وأستورياس للنقد عام 2007 وداشيل هاميت عام 2007 وجائزة الكتب ذات الأثر عام 2006.[15]
- شياطين برلين 2009 من دار نشر ألفراجوارا، حيث حصلت على جائزة أستورياس للنقد عام 2010.[16]
- البحث عن وجهي 2012 من دار نشر بلاثا إيه خانيس.[17]
- الأيام دون الأمس 2016، حيث تُنشر في ترتيب مسلسل في جريدة الباييس.
- شموس سوداء 2016 من دار نشر ألفراجوارا، حيث حصلت على جائزة بوينس آيرس للرواية السوداء في نفس العام.[18]

### القصصية
- ماشيًا على الماء عام 2013.[19]